# Aksum (stad)
Aksum, Aksoem of Axum (Tigrinya: አክሱም, Akhsum) is een stad in het uiterste noorden van Ethiopië, in de zone Mehakelegnaw van de regio Tigray, niet ver van de grens met Eritrea. De stad heeft 49.523 inwoners (2007).
De stad was in de oudheid het middelpunt van het koninkrijk Aksum.
Aksum is een UNESCO werelderfgoed sinds 1980.
Belangrijke bezienswaardigheden zijn de kathedraal van onze heilige Maria van Zion die te bezichtigen is (met daarnaast het kleine kerkje Ark of the Covenant, waar de ark van het verbond zou staan). een veld met obelisken en de paleizen van Kaleb en de Koningin van Sheba.
Ten noordoosten van Aksum ligt het (waarschijnlijk uit de zesde eeuw stammende) klooster Debre Damo.

## Stedenbanden
- Denver (Verenigde Staten), sinds 1995

- Bibliothèque nationale de France: cb119413989 (data)
- Gemeinsame Normdatei: 4068499-4
- Library of Congress Control Number: n82225747
- Nationale Bibliotheek van Tsjechië: ge646917
- Nationale Bibliotheek van Israël: 987007555241905171
- Système universitaire de documentation: 027353850
- Virtual International Authority File: 134898301